# Хабаровский институт инфокоммуникаций

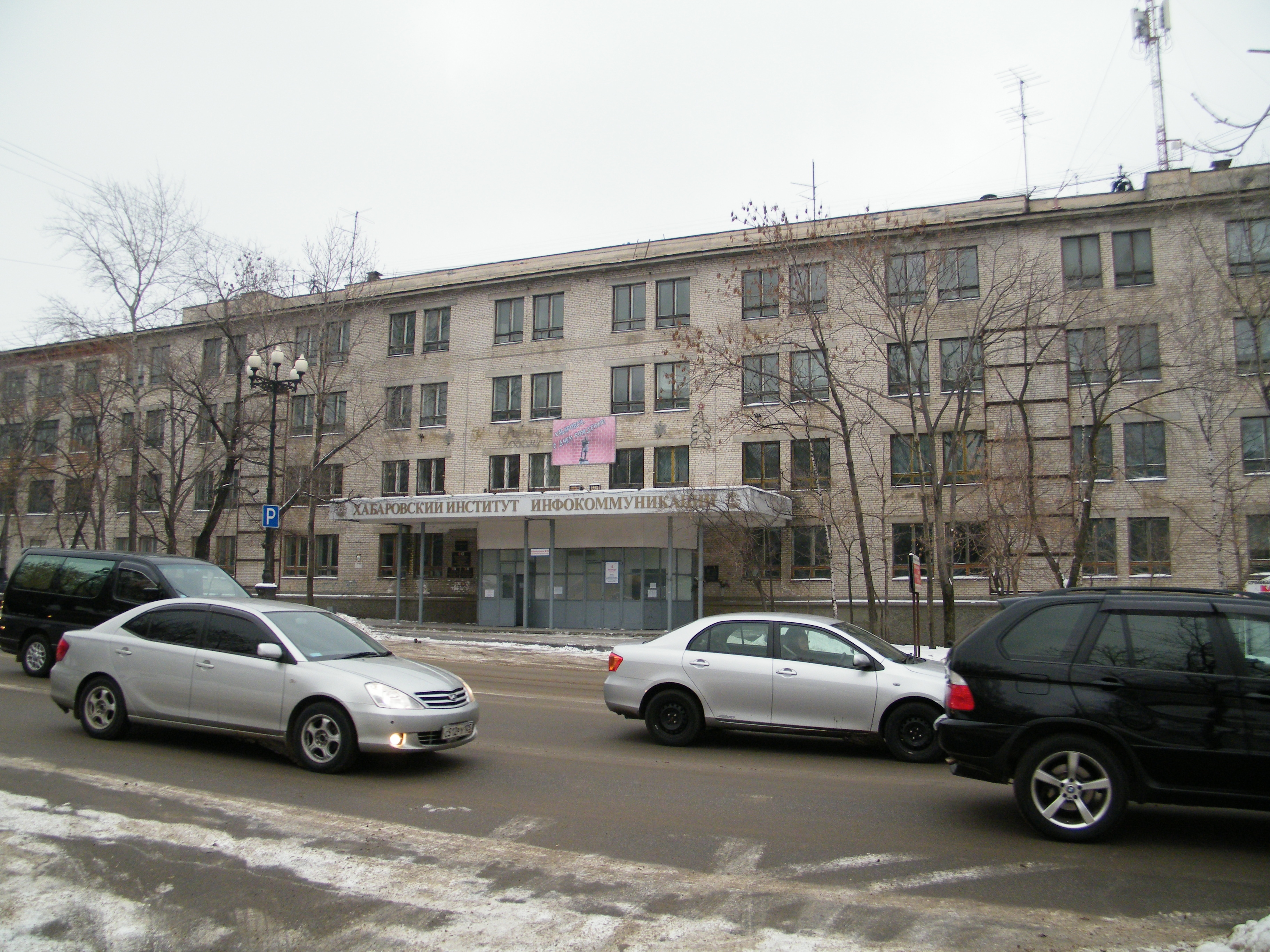
ХИИК СибГУТИ, учебный корпус № 2 (техникум)

Хабаровский институт инфокоммуникаций — высшее учебное заведение в городе Хабаровске, занимающееся подготовкой специалистов в области телекоммуникаций и информатики. Является филиалом Сибирского государственного университета телекоммуникаций и информатики.

## История
Создан в 1958 году как учебно-консультационный пункт Новосибирского электротехнического института связи (УКП НЭИС) для подготовки инженеров-связистов по заочной форме обучения.
В 1969 году пункт преобразован в Хабаровский филиал Новосибирского электротехнического института связи.
В 1994 году институт был переименован в Хабаровский филиал Сибирской государственной академии телекоммуникаций и информатики.
В 1998 году институт переименован в Хабаровский филиал Сибирского государственного университета телекоммуникаций и информатики (ХФ СибГУТИ).
27 ноября 2001 года в состав филиала вошёл Хабаровский колледж связи и информатики. 
26 ноября 2004 года филиал переименован в Хабаровский институт инфокоммуникаций.

## Факультеты
- Факультет дневного обучения высшего профессионального образования
- Факультет дневного обучения среднего профессионального образования
- Факультет заочного обучения ВПО и СПО

## Знаменитые выпускники
- Машнов Вячеслав Валерьевич (Слава КПСС) — российский рэпер, музыкант и баттл МС.